# Singles (саундтрек)
Singles: Original Motion Picture Soundtrack — это саундтрек к фильму «Одиночки», в основном состоящий из песен исполнителей гранж-сцены Сиэтла начала 1990-х годов. В нём также представлены песни Пола Вестерберга (первый сольный материал после распада The Replacements), The Smashing Pumpkins, а также сиэтлских рокеров Джими Хендрикса и сестёр Уилсон из Heart. Альбом был выпущен 30 июня 1992 г. и стал дважды «платиновым».

## Об альбоме
| Оценки критиков | Оценки критиков |
| Источник        | Оценка          |
| --------------- | --------------- |
| AllMusic        | [ 1 ]           |
| Kerrang!        | [ 2 ]           |

Саундтрек был переиздан в виде двойного компакт-диска и двойного винилового диска 19 мая 2017 года. Переизданный саундтрек включал бонус-диск с ранее неизданным материалом, включая редкие ранние записи Криса Корнелла. Переиздание включает 18 бонус-треков в дополнение к оригинальному саундтреку из 13 песен, а также новые аннотации и описания песен, написанные Камероном Кроу, демо-версии, инструментальные и живые записи Пола Вестерберга, Alice in Chains и Mudhoney. Также выпущена песня «Touch Me I’m Dick», которую в фильме исполняет персонаж Мэтта Диллона и его группа Citizen Dick, с участием Эдди Веддера, Стоуна Госсарда и Джеффа Эмента из Pearl Jam; это стало первым коммерческим релизом «Touch Me I’m Dick» в составе саундтрека.
В фильме был также использован ряд песен, которые не вошли ни в одно из изданий саундтрека: «Three Days» Jane's Addiction, «Little Girl» Muddy Waters, «Dig For Fire» The Pixies, «Radio Song» R.E.M., «Blue Train» Джона Колтрейна, «Family Affair» Sly & The Family Stone, «She Sells Sanctuary» The Cult и «Jinx» Tad.
Одной из групп, которым предложили записать песню для альбома, была Nirvana, но музыканты отказались от участия в фильме. В интервью музыкальному каналу MTV в 1992 году Курт Кобейн рассказал, что вместо этого режиссёр нанял кавер-группу, которая исполнила фрагмент песни Nirvana в одном из эпизодов. Тем не менее, в официальный саундтрек эта запись не попала. Кэмерон Кроу подтвердил, что он хотел использовать песню Nirvana «Immodium» (раннюю версию «Breed»).
Считается, что саундтрек стал одной из причин взрыва популярности к сиэтлскому гранжу в начале 1990-х годов. По словам Стива Хьюи из AllMusic «Singles помогли закрепить идею „сцены Сиэтла“ в сознании широкой публики; это был также один из первых широко продаваемых саундтреков к фильмам 90-х (он стал платиновым и попал в десятку лучших), представивший новые работы современных артистов… это важная веха в проникновении альтернативного рока в массовую популярную культуру, аккуратное и эффективное представление феномена Сиэтла для более широкого потребления».
В апреле 2019 года альбом занял 19-е место в списке «50 величайших гранжевых альбомов» по версии журнала Rolling Stone.

## Список композиций
Оригинальное издание
| №                   | Название                                      | Автор(ы)                                                            | Artist                      | Длительность |
| ------------------- | --------------------------------------------- | ------------------------------------------------------------------- | --------------------------- | ------------ |
| 1.                  | «Would?»                                      | Джерри Кантрелл                                                     | Alice in Chains             | 3:27         |
| 2.                  | «Breath»                                      | Эдди Веддер и Стоун Госсард                                         | Pearl Jam                   | 5:25         |
| 3.                  | «Seasons»                                     | Крис Корнелл                                                        | Крис Корнелл                | 5:45         |
| 4.                  | «Dyslexic Heart»                              | Пол Вестерберг                                                      | Пол Вестерберг              | 4:28         |
| 5.                  | «The Battle of Evermore» (кавер Led Zeppelin) | Джимми Пейдж и Роберт Плант                                         | The Lovemongers             | 5:41         |
| 6.                  | «Chloe Dancer/Crown of Thorns»                | Эндрю Вуд, Стоун Госсард, Джефф Эмент, Грег Гилмор и Брюс Фэйрвезер | Mother Love Bone            | 8:16         |
| 7.                  | «Birth Ritual»                                | Мэтт Кэмерон, Ким Тайил и Крис Корнелл                              | Soundgarden                 | 6:05         |
| 8.                  | «State of Love and Trust»                     | Эдди Веддер, Майк Маккриди и Джефф Эмент                            | Pearl Jam                   | 3:46         |
| 9.                  | «Overblown»                                   | Mudhoney                                                            | Mudhoney                    | 2:58         |
| 10.                 | «Waiting for Somebody»                        | Пол Вестерберг                                                      | Пол Вестерберг              | 3:25         |
| 11.                 | «May This Be Love»                            | Джими Хендрикс                                                      | The Jimi Hendrix Experience | 3:10         |
| 12.                 | «Nearly Lost You»                             | Ван Коннер, Марк Ланеган и Ли Коннер                                | Screaming Trees             | 4:06         |
| 13.                 | «Drown»                                       | Билли Корган                                                        | The Smashing Pumpkins       | 8:17         |
| Общая длительность: | Общая длительность:                           | Общая длительность:                                                 | Общая длительность:         | 64:49        |

Бонус-треки к изданию 2017 года
| №   | Название                          | Artist                                                  | Длительность |
| --- | --------------------------------- | ------------------------------------------------------- | ------------ |
| 1.  | «Touch Me I'm Dick»               | Citizen Dick (Эдди Веддер, Стоун Госсард и Джефф Эмент) | 3:00         |
| 2.  | «Nowhere But You»                 | Крис Корнелл                                            | 5:10         |
| 3.  | «Spoon Man»                       | Крис Корнелл                                            | 3:35         |
| 4.  | «Flutter Girl»                    | Крис Корнелл                                            | 6:23         |
| 5.  | «Missing»                         | Крис Корнелл                                            | 5:33         |
| 6.  | «Would? (live)»                   | Alice In Chains                                         | 3:58         |
| 7.  | «It Ain't Like That (live)»       | Alice In Chains                                         | 4:44         |
| 8.  | «Birth Ritual (live)»             | Soundgarden                                             | 5:27         |
| 9.  | «Dyslexic Heart (акустика)»       | Пол Вестерберг                                          | 3:42         |
| 10. | «Waiting for Somebody (акустика)» | Пол Вестерберг                                          | 1:40         |
| 11. | «Overblown (демо)»                | Mudhoney                                                | 2:56         |
| 12. | «Heart and Lungs»                 | Truly                                                   | 4:20         |
| 13. | «Six Foot Under»                  | Blood Circus                                            | 3:51         |
| 14. | «Singles Blues I»                 | Майк Маккриди                                           | 1:54         |
| 15. | «Blue Heart»                      | Пол Вестерберг                                          | 3:27         |
| 16. | «Lost In Emily's Woods»           | Пол Вестерберг                                          | 1:44         |
| 17. | «Ferry Boat #3»                   | Крис Корнелл                                            | 4:59         |
| 18. | «Score Piece #4»                  | Крис Корнелл                                            | 2:05         |

## Сертификации
| Регион                                                      | Сертификация  | Продажи    |
| ----------------------------------------------------------- | ------------- | ---------- |
| США (RIAA)                                                  | 2× Платиновый | 2 000 000^ |
| ^ Данные о тиражах приведены только на основе сертификации. |               |            |